# Dame Gueye
Pour les articles homonymes, voir Gueye.
Dame Gueye, né le 12 août 1995 est un footballeur international sénégalais qui évolue au poste d'attaquant au Mans FC.

## Biographie
Gueye a rejoint l'académie des jeunes de l'équipe sénégalaise Diambars FC à l'âge de onze ans.
Gueye a fait des essais avec les équipes françaises de Brest et d'Auxerre. En 2019, il signe à Iris Club de Croix, mais quitte le club en raison de problèmes administratifs.
Il signe ensuite au FC Loon-Plage, où il était considéré comme l'un des joueurs les plus importants du club. En 2021, il signe au RC Grasse.
Gueye a d'abord évolué comme ailier avant de passer au poste d'attaquant de pointe.

#### Le Mans FC (depuis 2023)
Le 11 juillet 2023, Gueye quitte le RC Grasse pour signer son premier contrat professionnel au Mans FC,. Il inscrit son premier but sous ses nouvelles couleurs face au Nîmes Olympique à l’occasion de la troisième journée de National. Le 5 avril 2024, il inscrit son premier doublé avec Le Mans FC contre l'US Avranches. Dame Gueye finit la saison avec quatorze buts au compteur. 
Lors de sa deuxième saison, Gueye inscrit onze but en championnat et trois buts en coupe de France. Dame Gueye est l’un des artisans de la montée du Mans FC en Ligue 2 cinq ans après. Il est prolongé pour jouer en Ligue 2.
Le 9 août 2025, il joue son premier match de Ligue 2 à l’occasion du match d’ouverture de la Ligue 2 2025-2026 face à l'EA Guingamp. Gueye marque son premier but en Ligue 2 face au Montpellier HSC à l’occasion de la deuxième journée du championnat.

## Vie privée
Gueye est originaire de Tivaouane, au Sénégal.

## Statistiques
| Saison                | Club                  | Championnat           | Championnat | Championnat | Coupe(s) nationale(s) | Coupe(s) nationale(s) | Total | Total |
| Saison                | Club                  | Division              | M.          | B.          | M.                    | B.                    | M.    | B.    |
| 2021-2022             | RC Grasse             | National 2            | 28          | 10          | 0                     | 0                     | 28    | 10    |
| 2022-2023             | RC Grasse             | National 2            | 29          | 24          | 3                     | 1                     | 32    | 25    |
| Sous-total            | Sous-total            | Sous-total            | 57          | 34          | 3                     | 1                     | 60    | 35    |
| 2023-2024             | Le Mans FC            | National              | 27          | 9           | 2                     | 5                     | 29    | 14    |
| 2024-2025             | Le Mans FC            | National              | 30          | 11          | 7                     | 3                     | 37    | 14    |
| 2025-2026             | Le Mans FC            | Ligue 2               | 2           | 1           | 0                     | 0                     | 2     | 1     |
| Sous-total            | Sous-total            | Sous-total            | 59          | 21          | 9                     | 8                     | 68    | 29    |
| Total sur la carrière | Total sur la carrière | Total sur la carrière | 116         | 55          | 12                    | 9                     | 128   | 64    |